# エレキモン
エレキモンはデジタルモンスターシリーズに登場する架空の生命体・デジタルモンスターの一種。

## 概要
Ver.2から登場。初の哺乳類型デジモンだった。
未だにいわゆる規則的な進化が存在しないが、ワンダースワンのゲーム、ディープロジェクトやディーワンテイマーズではブイドラモン系の成長期という位置付けになっていた。

## 種族としてのエレキモン
ツノモンの毛皮のデータを強く残し哺乳類的な形態に進化した哺乳類型デジモン。とても好奇心が旺盛でいたずら好きな性格はツノモンから引き継いでいる。9本の尻尾を持っており、戦闘時には孔雀の羽のように尻尾を広げ敵を威嚇する。

### 基本データ
- 世代/成長期
- タイプ/哺乳類型
- 属性/データ
- 必殺技/スパークリングサンダー
- 得意技/ナインテイルス、サンダーナイフ
- 勢力/ネイチャースピリッツ、ディープセイバーズ

### ウィルス種
ウィルス種に進化したエレキモン。見境なくイジワルする嫌な性格で、シッポを器用に使って敵を叩く。
- 世代/成長期
- タイプ/哺乳類型
- 属性/ウィルス
- 必殺技/ジャミングサンダー
- 得意技/アサシンズボルト、テイルダスク（「テイルダスク」はデジモンウェブのデジモン図鑑にはプロフィールで掲載されている）

得意技
テイルダスク
9本の尻尾で9連撃をくらわす。
必殺技
ジャミングサンダー
シッポを擦り合せて出る静電気で発電し、妨害電波を邪魔する。

## 登場人物としてのエレキモン

### アニメ
- デジモンアドベンチャー - 声優は高戸靖広。はじまりの街でデジタマや生まれて間もない幼年期デジモンたちを守っていた。誤解からパタモンに襲い掛かるが、タケルの提案で相撲で決着をつけることになり、最終的に和解した。
- デジモンフロンティア - 第11話にて占い師の村の住民として登場。第43話では『アドベンチャー』とは違い多数で登場。また、前期エンディングアニメーションには輝二と純平と共に多数登場し、その中には左眼に傷痕があり隻眼になっており、さらにジャケットを着ているインパクトの強いアレンジがなされたエレキモン（本編未登場）が登場している。
- デジモンセイバーズ - 第6話に登場。ガルルモン（黒）に進化した。
- デジモンゴーストゲーム - 第11話にデータ種の赤い個体が登場。第18話に紫色の個体が登場し、サンダーボールモンに進化した。

### ゲーム
- デジモンリアライズ - 玉田慧斗（声 - 入野自由）のパートナーデジモンとして登場。声は畠中祐。一人称は「俺」。シーズン1の第11話でレオモンに初進化し、第15話でグラップレオモンに進化。シーズン2からはヘヴィーレオモンに究極進化することが可能となった。